# Garth Butcher
Pour les articles homonymes, voir Butcher.
Garth Butcher (né le 8 janvier 1963 à Regina, dans la province de la Saskatchewan au Canada) est un joueur de hockey sur glace professionnel qui joua dans la Ligue nationale de hockey au poste de défenseur de 1981-1982 à 1994-1995.

## Carrière
Butcher fut choisi 10e au total au repêchage d'entrée dans la LNH 1981 par les Canucks de Vancouver. Il joua 897 matches dans la LNH avec les Canucks, les Blues de Saint-Louis, les Nordiques de Québec et les Maple Leafs de Toronto, marquant 48 buts et 158 passes pour 206 points, ajoutant 2 302 minutes de punition. Il fut capitaine des Blues.
Son fils Matt Butcher est aussi joueur de hockey sur glace.

## Statistiques
Pour les significations des abréviations, voir Statistiques du hockey sur glace.
| Saison     | Équipe                 | Ligue      |     | Saison régulière | Saison régulière | Saison régulière | Saison régulière | Saison régulière |    | Séries éliminatoires | Séries éliminatoires | Séries éliminatoires | Séries éliminatoires | Séries éliminatoires |
| Saison     | Équipe                 | Ligue      | PJ  | B                | A                | Pts              | Pun              | PJ               | B  | A                    | Pts                  | Pun                  |                      |                      |
| 1979-1980  | Blues Pat de Regina    | LHJS       |     |                  |                  |                  |                  |                  |    |                      |                      |                      |                      |                      |
| 1979-1980  | Pats de Regina         | LHOu       | 13  | 0                | 4                | 4                | 20               | 9                | 0  | 0                    | 0                    | 45                   |                      |                      |
| 1980-1981  | Pats de Regina         | LHOu       | 69  | 9                | 77               | 86               | 230              | 11               | 5  | 17                   | 22                   | 60                   |                      |                      |
| 1981-1982  | Canucks de Vancouver   | LNH        | 5   | 0                | 0                | 0                | 9                | 1                | 0  | 0                    | 0                    | 0                    |                      |                      |
| 1981-1982  | Pats de Regina         | LHOu       | 65  | 24               | 68               | 92               | 318              | 19               | 3  | 17                   | 20                   | 95                   |                      |                      |
| 1982-1983  | Canucks de Vancouver   | LNH        | 55  | 1                | 13               | 14               | 104              | 3                | 1  | 0                    | 1                    | 2                    |                      |                      |
| 1982-1983  | Oilers de Kamloops     | LHOu       | 5   | 4                | 2                | 6                | 4                | 6                | 4  | 8                    | 12                   | 16                   |                      |                      |
| 1983-1984  | Express de Fredericton | LAH        | 25  | 4                | 13               | 17               | 43               | 6                | 0  | 2                    | 2                    | 19                   |                      |                      |
| 1983-1984  | Canucks de Vancouver   | LNH        | 28  | 2                | 0                | 2                | 34               | --               | -- | --                   | --                   | --                   |                      |                      |
| 1984-1985  | Express de Fredericton | LAH        | 3   | 1                | 0                | 1                | 11               | --               | -- | --                   | --                   | --                   |                      |                      |
| 1984-1985  | Canucks de Vancouver   | LNH        | 75  | 3                | 9                | 12               | 152              | --               | -- | --                   | --                   | --                   |                      |                      |
| 1985-1986  | Canucks de Vancouver   | LNH        | 70  | 4                | 7                | 11               | 188              | 3                | 0  | 0                    | 0                    | 0                    |                      |                      |
| 1986-1987  | Canucks de Vancouver   | LNH        | 70  | 5                | 15               | 20               | 207              | --               | -- | --                   | --                   | --                   |                      |                      |
| 1987-1988  | Canucks de Vancouver   | LNH        | 80  | 6                | 17               | 23               | 285              | --               | -- | --                   | --                   | --                   |                      |                      |
| 1988-1989  | Canucks de Vancouver   | LNH        | 78  | 0                | 20               | 20               | 227              | 7                | 1  | 1                    | 2                    | 22                   |                      |                      |
| 1989-1990  | Canucks de Vancouver   | LNH        | 80  | 6                | 14               | 20               | 205              | --               | -- | --                   | --                   | --                   |                      |                      |
| 1990-1991  | Canucks de Vancouver   | LNH        | 69  | 6                | 12               | 18               | 257              | --               | -- | --                   | --                   | --                   |                      |                      |
| 1990-1991  | Blues de Saint-Louis   | LNH        | 13  | 0                | 4                | 4                | 32               | 13               | 2  | 1                    | 3                    | 54                   |                      |                      |
| 1991-1992  | Blues de Saint-Louis   | LNH        | 68  | 5                | 15               | 20               | 189              | 5                | 1  | 2                    | 3                    | 16                   |                      |                      |
| 1992-1993  | Blues de Saint-Louis   | LNH        | 84  | 5                | 10               | 15               | 211              | 11               | 1  | 1                    | 2                    | 20                   |                      |                      |
| 1993-1994  | Blues de Saint-Louis   | LNH        | 43  | 1                | 6                | 7                | 76               | --               | -- | --                   | --                   | --                   |                      |                      |
| 1993-1994  | Nordiques de Québec    | LNH        | 34  | 3                | 9                | 12               | 67               | --               | -- | --                   | --                   | --                   |                      |                      |
| 1994-1995  | Maple Leafs de Toronto | LNH        | 45  | 1                | 7                | 8                | 59               | 7                | 0  | 0                    | 0                    | 8                    |                      |                      |
| Totaux LNH | Totaux LNH             | Totaux LNH | 897 | 48               | 158              | 206              | 2 302            | 50               | 6  | 5                    | 11                   | 122                  |                      |                      |